# 資源回收筒 (計算機)
在计算機的操作系統中，資源回收筒是一種图形用户界面桌面比擬，它是用于临时存储用户已删除但尚未永久删除的電腦檔案的地方。這個功能在Microsoft Windows中称为回收站，其他操作系统中則使用其他名称。在某些操作系统上，要再次查看已刪除文件，必须先将文件从資源回收筒中移出（即恢復文件），然后才能再次查看。在資源回收筒中，用戶可能可以查看每个已刪文件以及文件夾刪除前的位置，具體情況取決於操作系統。

## 历史
比尔·阿特金森在1978年底开始开发Apple Lisa的用户界面。1982年3月，他制作了一个垃圾桶图标，這個地方用于存放已删除文件。Apple Lisa於1983年推出時就人們就能在該產品的用戶界面找到資源回收筒的圖標。